# 葉山嘉樹
葉山嘉樹（1894年3月12日—1945年10月18日），本名嘉重，是一位日本作家，出生於日本福岡縣京都郡豐津村（現京都町）。
1913年（大正2）早稻田大學預科文科入學，年末除籍。1913、14及1916年(大正2、3及5年)分別於加爾各答與室蘭-橫濱航線擔任見習水手。1921年在名古屋水泥工廠企圖組成工會因而被公司解雇。
此外，以筆名執筆擔任《名古屋新聞》社會版記者，同時參加名古屋勞動者協會。其後1923年因參加社會運動被當局逮捕、25年出獄後曾至木曾谷水壩工地工作。陸續於《文藝戰線》雜誌上發表短篇小說《淫賣婦》（1925）、《水泥桶中的信》（1926），深受當時文藝戰線雜誌社同仁推崇。關東大地震之後葉山嘉樹被視為普羅文學興盛期的一流作家。之後，普羅文學運動組織產生分裂。在再次統合之下，葉山一貫支持普羅文學組織中的『勞農派』，並作為此派的代表作家而活躍文壇。
1945年（昭和20）6月前往滿洲北安省開拓，敗戰後歸國途中，因腦溢血病逝於火車上。